# Memiusz
Memiusz — imię męskie pochodzenia łacińskiego, pochodzące od nazwy rodowej rodu rzymskiego Memiuszów. Patron tego imienia, św. Memiusz, był prawdopodobnie pierwszym biskupem Châlons-sur-Marne.
Memiusz imieniny obchodzi 5 sierpnia.
Odpowiedniki w innych językach:
- łac. — Memmius
- fr. — Memmie, Menge[2]